# 何多明
何多明，中华人民共和国政治人物、全国脱贫攻坚先进个人。

## 生平
何多明任乐都区扶贫开发局副局长。因在脱贫攻坚战中作出突出贡献，2021年2月25日全国脱贫攻坚总结表彰大会上，何多明被授予“全国脱贫攻坚先进个人”。